# Absberg
Absberg är en 
köping (Markt) i Landkreis Weißenburg-Gunzenhausen i Regierungsbezirk Mittelfranken i förbundslandet Bayern i Tyskland.
Köpingen ingår i kommunalförbundet Gunzenhausen tillsammans med kommunerna Haundorf, Pfofeld och Theilenhofen.